# Мемістор
Мемістор (не плутати з мемрістором) — електрохімічний компонент електронної техніки (хемотрон), що функціонально являє собою змінний резистор,  опір якого регулюється  струмом керуючого ланцюга по інтегруючому принципу.
Мемістор був винайдений в 1960 році американськими дослідниками B. Widrow і M. E. Hoff в процесі роботи над створенням  штучного нейрона ADALINE.

## Властивості та застосування

Типова схема підключення мемістору

Приріст опору вихідного ланцюга мемістора пропорційний інтегралу керуючого струму (або кількості струму, що проходить через керуючий ланцюг) {\displaystyle \Delta R=k\int i(t)dt}.
При зміні напрямку керуючого струму опір вихідного ланцюга змінюється у зворотний бік, за відсутності керуючого струму зберігається поточне значення опору. Таким чином, за своїми функціональними властивостями мемістор є одночасно і електрично керованим змінним резистором, і інтегратором, і запам'ятовуючим пристроєм, що обумовило можливість його застосування для багатьох різних цілей. Мемістори використовують не тільки при  моделюванні нейронних мереж, але й у  вимірювальній техніці,  автоматиці і аналоговій  обчислювальній техніці, як інтегруючі елементи, аналогові запам'ятовуючі пристрої, модулятори, реле часу тощо.

## Будова і принцип дії
Мемістор являє собою мініатюрну електролітітичну комірку, один електрод якої (керуючий) зроблений з металу, здатного переходити в електроліт в результаті електрохімічного процесу, а інший (електрод зчитування) являє собою тонку плівку інертного металу або графіту, нанесену на високоомну підкладку. На обох кінцях електрода зчитування є виходи для підключення. При протіканні керуючого струму між електродами відбувається процес осаджування металу з електроліту на електрод зчитування або розчинення його на електроді (це залежить від полярності керуючого струму). У результаті опір електрода зчитування змінюється від долей Ома до сотень Ом.
Потужність керуючого струму мемістора — кілька мілліватт, об'єм- кілька кубічних сантиметрів і менше. Конструктивно мемістори зазвичай виготовляють у вигляді групи на одній платі.
Існують також мемістори на твердому електроліті (йодистому сріблі).

### Застосування мемісторів вштучних нейронних мережах
- Pattern Recognition and Adaptive Control. BERNARD WIDROW [Архівовано 22 червня 2010 у Wayback Machine.]
- PRACTICAL APPLICATIONS FOR ADAPTIVE DATA-PROCESSING SYSTEMS
- Reliable, Trainable Networks for Computing and Control [Архівовано 5 березня 2016 у Wayback Machine.]
- SURVEY OF ADAPTIVE COMPONENTS [Архівовано 18 травня 2010 у Wayback Machine.]
- The adaline rule

### Зовнішні ілюстрації
- Схема пристрою мемістора[недоступне посилання з квітня 2019]
- Модель плівкового мемістора[недоступне посилання з квітня 2019]
- Схема Адалін на мемісторах[недоступне посилання з квітня 2019]